# Rennrodel-Amerika-Pazifikmeisterschaften 2016
Die Rennrodel-Amerika-Pazifikmeisterschaften 2016 wurden vom 15. bis 17. Dezember 2016 im Rahmen des 4. Weltcuprennens der Saison 2016/17 auf der Bobbahn Park City im Utah Olympic Park in Park City, Utah, ausgetragen. Es gab Wettbewerbe in den Einsitzern für Männer und Frauen und dem Doppelsitzer. Alle Wettbewerbe (bis auf das Doppelsitzerrennen) wurden in zwei Läufen entschieden, für die Wertung dienten die Ergebnisse der Weltcuprennen in den entsprechenden Disziplinen. Sportlerinnen und Sportler, die sich im Weltcup vorangegangenen Nationencup nicht für den Weltcup qualifizieren und somit nicht am Wertungsrennen für die Amerika-Pazifikmeisterschaften teilnehmen konnten, wurden in der Reihenfolge ihrer Platzierungen des Nationencups eingereiht.
Die Titel gingen allesamt an das US-amerikanische Team. Im Einsitzer der Frauen gewann Erin Hamlin, im Einsitzer der Männer sicherte sich Tucker West den Titel und die Wertung der Doppelsitzer gewannen Matthew Mortensen und Jayson Terdiman.

## Titelverteidiger
Bei den vergangenen Amerika-Pazifikmeisterschaften 2015 im kanadischen Calgary siegten Erin Hamlin im Einsitzer der Frauen, Christopher Mazdzer im Einsitzer der Männer sowie das Doppelsitzerpaar Tristan Walker und Justin Snith.

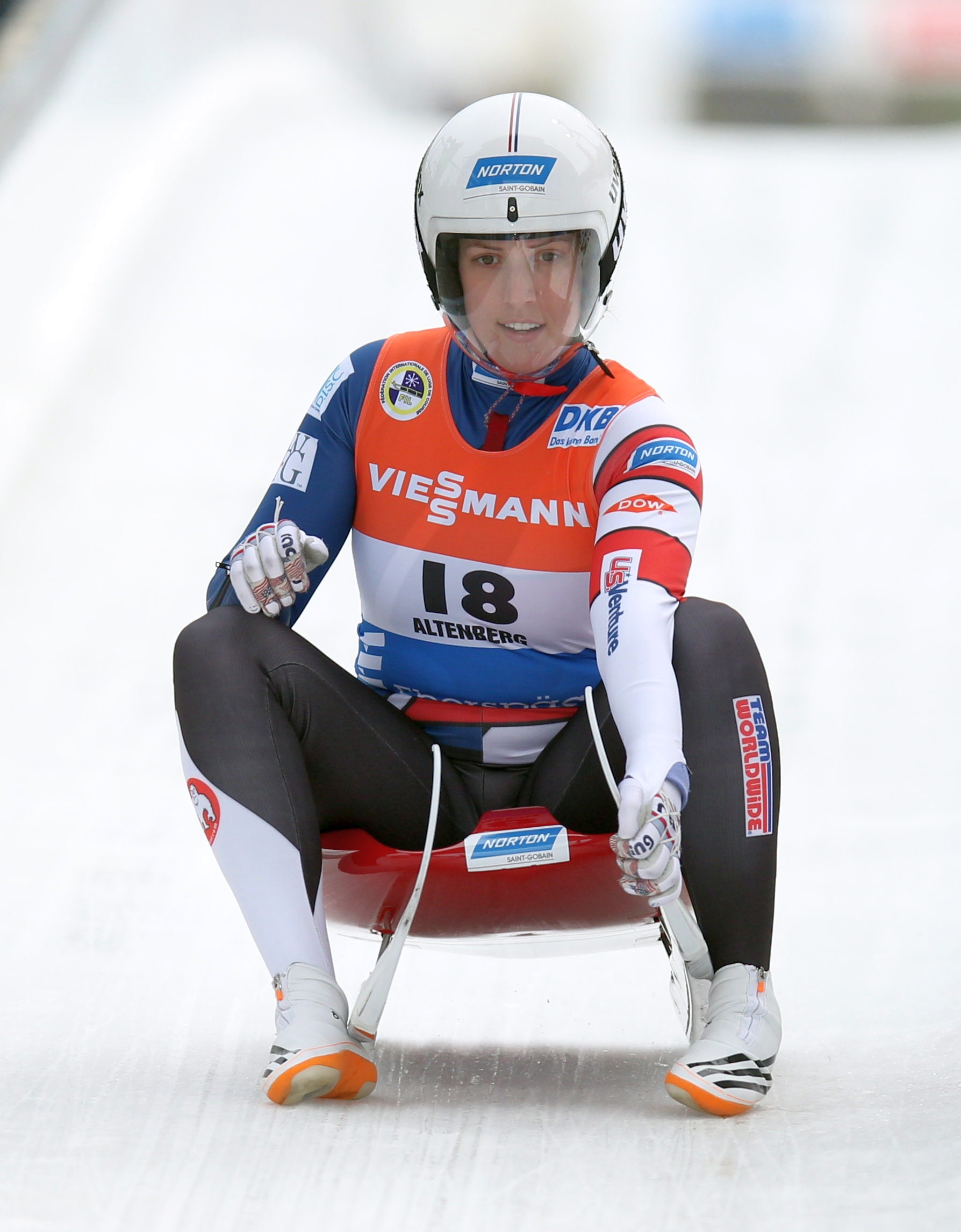
Erin Hamlin
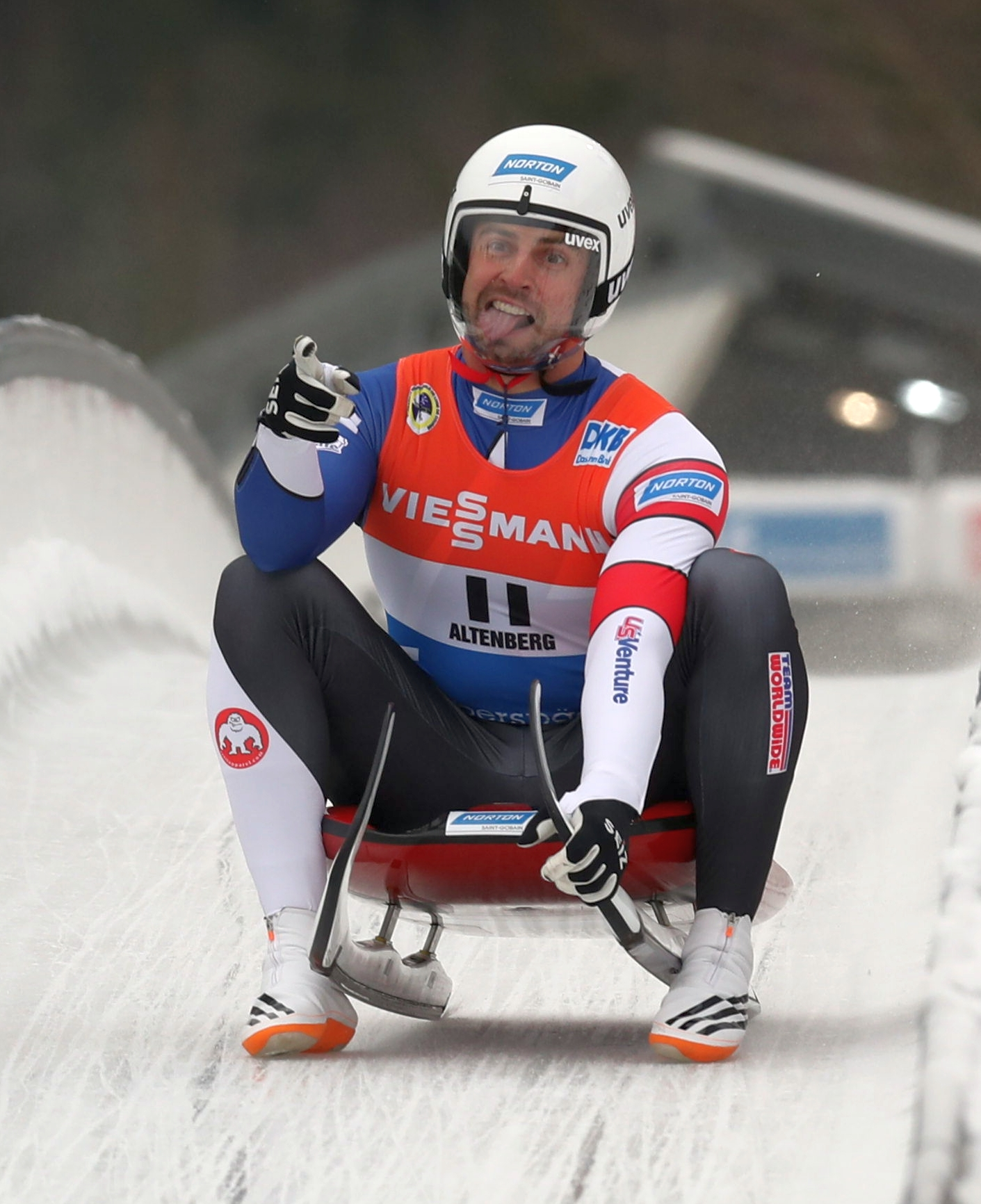
Christopher Mazdzer
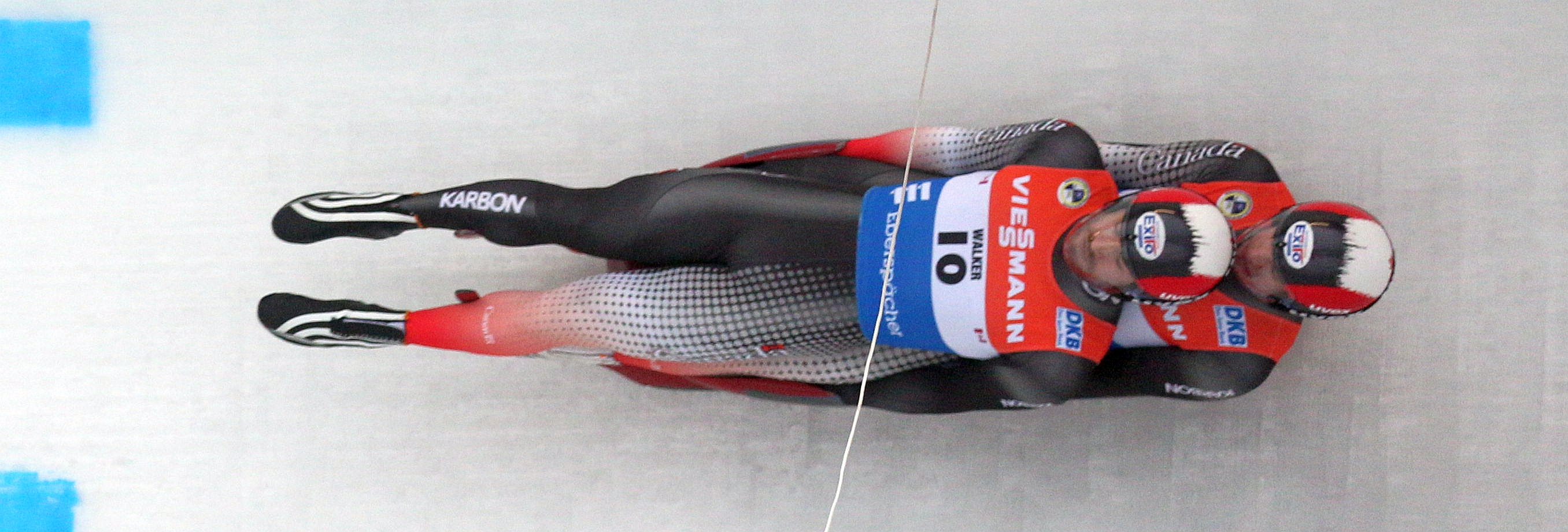
Tristan Walker und Justin Snith

## Einsitzer der Frauen

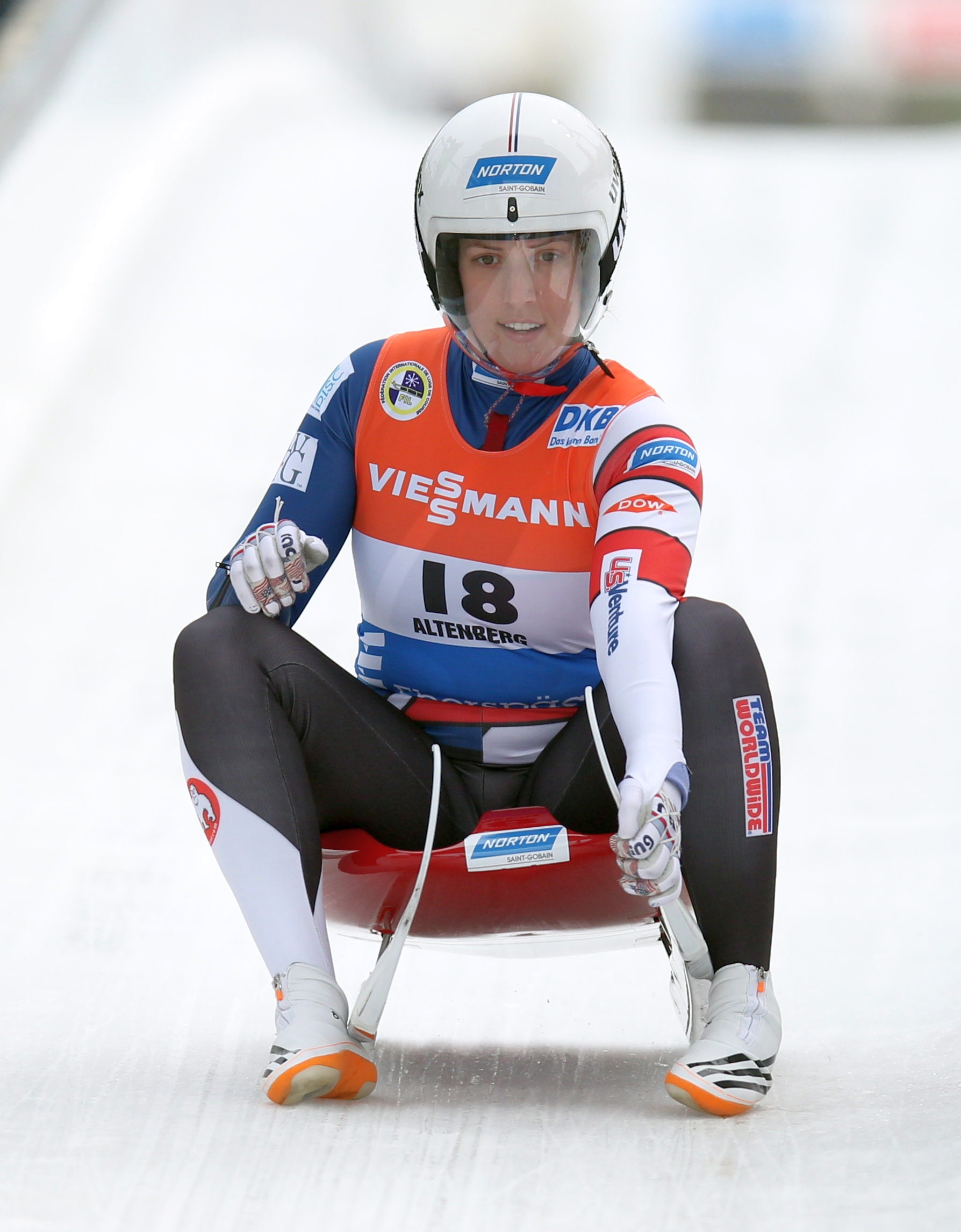
Erin Hamlin, Gewinnerin im Frauen-Einsitzer

| Platz | Sportlerin             | Laufzeiten        | Zeit             |
| ----- | ---------------------- | ----------------- | ---------------- |
| 01    | Erin Hamlin            | 44,649 s 44,608 s | 1:29,257 Minuten |
| 02    | Emily Sweeney          | 44,718 s 44,666 s | 1:+0,127 s       |
| 03    | Alex Gough             | 44,769 s 44,815 s | 1:+0,327 s       |
| 04    | Summer Britcher        | 44,850 s 44,935 s | 1:+0,528 s       |
| 05    | Kimberley McRae        | 45,000 s 45,010 s | 1:+0,753 s       |
| 06    | Raychel Germaine       | 45,113 s 45,031 s | 1:+0,887 s       |
| 07    | Verónica María Ravenna | 45,164 s 45,442 s | 1:+1,349 s       |
| 08    | Brooke Apshkrum        | 45,412 s 45,485 s | 1:+1,640 s       |

Datum: 17. Dezember
Den Titel im Einsitzer der Frauen sicherte sich die US-amerikanische Titelverteidigerin Erin Hamlin auf ihrer Heimbahn vor ihrer Landsfrau Emily Sweeney und der Kanadierin Alex Gough. Diese drei belegten auch im Race-in-Race ausgetragenen Weltcuprennen die Podiumsränge. Auf den weiteren Plätzen folgten Summer Britcher (5. im Weltcuprennen) vor Kimberley McRae (7. im Weltcuprennen) und Raychel Germaine (9. im Weltcuprennen) sowie der Argentinierin Verónica María Ravenna (16. im Weltcuprennen) und Brooke Apshkrum (19. im Weltcuprennen) aus Kanada. Germaine, Ravenna und Apshkrum hatten sich über den Nationencup für das Weltcup- und somit Wertungsrennen für die Amerika-Pazifikmeisterschaft qualifiziert.

## Einsitzer der Männer

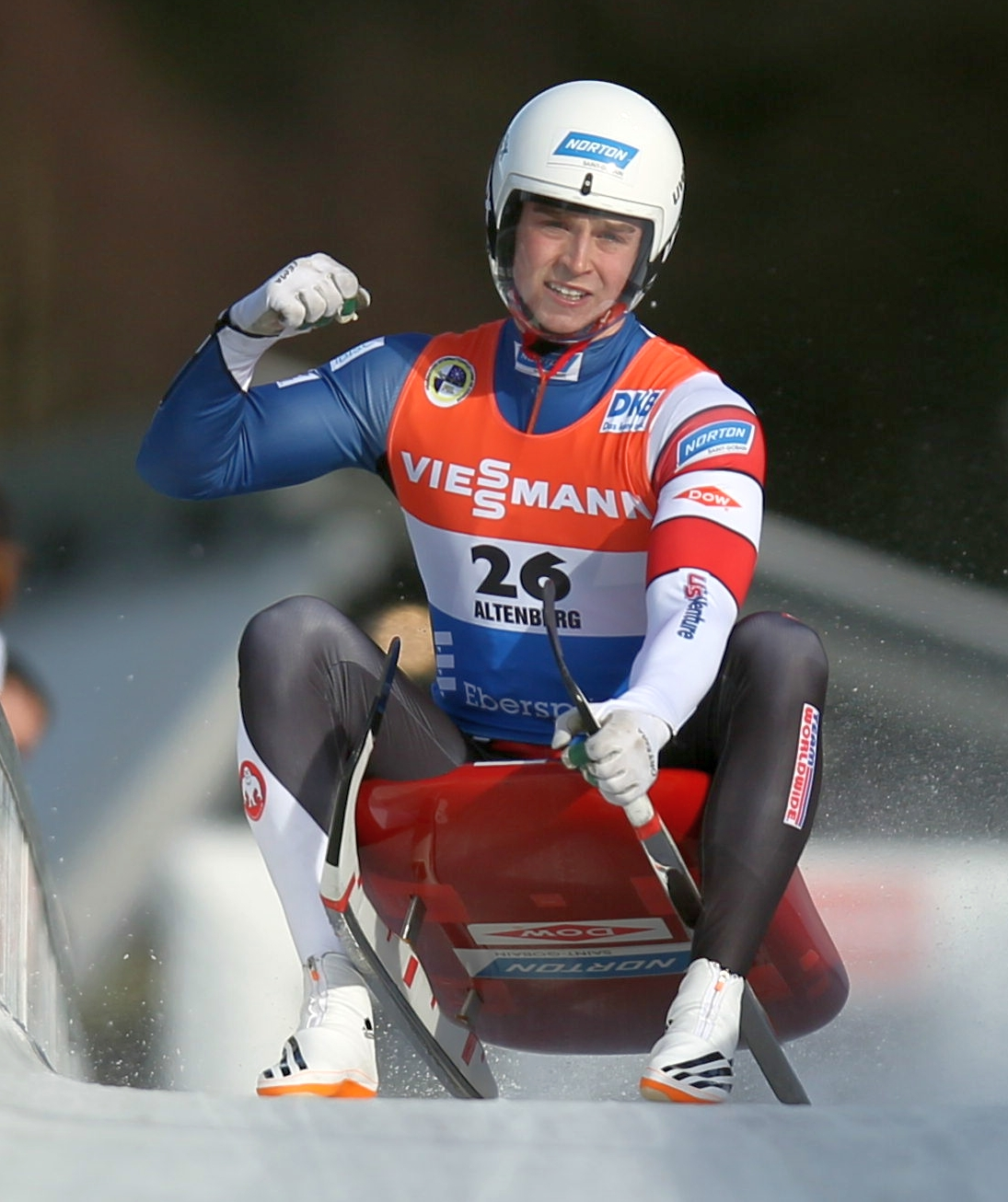
Tucker West, Gewinner im Männer-Einsitzer

| Platz | Sportler                | Laufzeiten        | Zeit             |
| ----- | ----------------------- | ----------------- | ---------------- |
| 01    | Tucker West             | 46,392 s 46,289 s | 1:32,681 Minuten |
| 02    | Christopher Mazdzer     | 46,554 s 46,489 s | 1:+0,362 s       |
| 03    | Taylor Morris           | 46,669 s 46,578 s | 1:+0,566 s       |
| 04    | Jonathan Eric Gustafson | 44,747 s 44,910 s | 1:+0,846 s       |
| 05    | Mitchel Malyk           | 46,907 s 46,654 s | 1:+0,880 s       |
| 06    | Reid Watts              | 47,852 s 47,214 s | 1:+2,385 s       |
| 07    | John Fennell            |                   |                  |
| 08    | Nicholas Klimchuk-Brown |                   |                  |
| DNS   | Samuel Edney            |                   |                  |

Datum: 16. Dezember
Amerika-Pazifikmeister wurde der US-Amerikaner Tucker West vor seinem Landsmann und Titelverteidiger Christopher Mazdzer. Mit Taylor Morris stand ein dritter Rennrodler aus den Vereinigten Staaten auf dem Podium, Jonathan Eric Gustafson komplettierte den Vierfachsieg der US-Amerikaner auf ihrer Heimbahn. Auf den Plätzen 5 und 6 folgten die Kanadier Mitchel Malyk und Reid Watts, die sich wie Morris und Gustafson für das Rennen über den Nationencup qualifiziert hatten. John Fennell und Nicolas Klimchuk-Brown gelang diese Qualifikation nicht, sie wurden in der Reihenfolge des Nationencupergebnisses vom 15. Dezember gewertet. Der Kanadier Samuel Edney trat nicht an. Im Race-in-Race ausgetragenen Weltcuprennen erreichte West Rang 4, Mazdzer fuhr auf 7, Morris auf 11 und Gustafson auf 17. Malyk folgte auf 18, Watts kam als 28. ins Ziel.

## Doppelsitzer

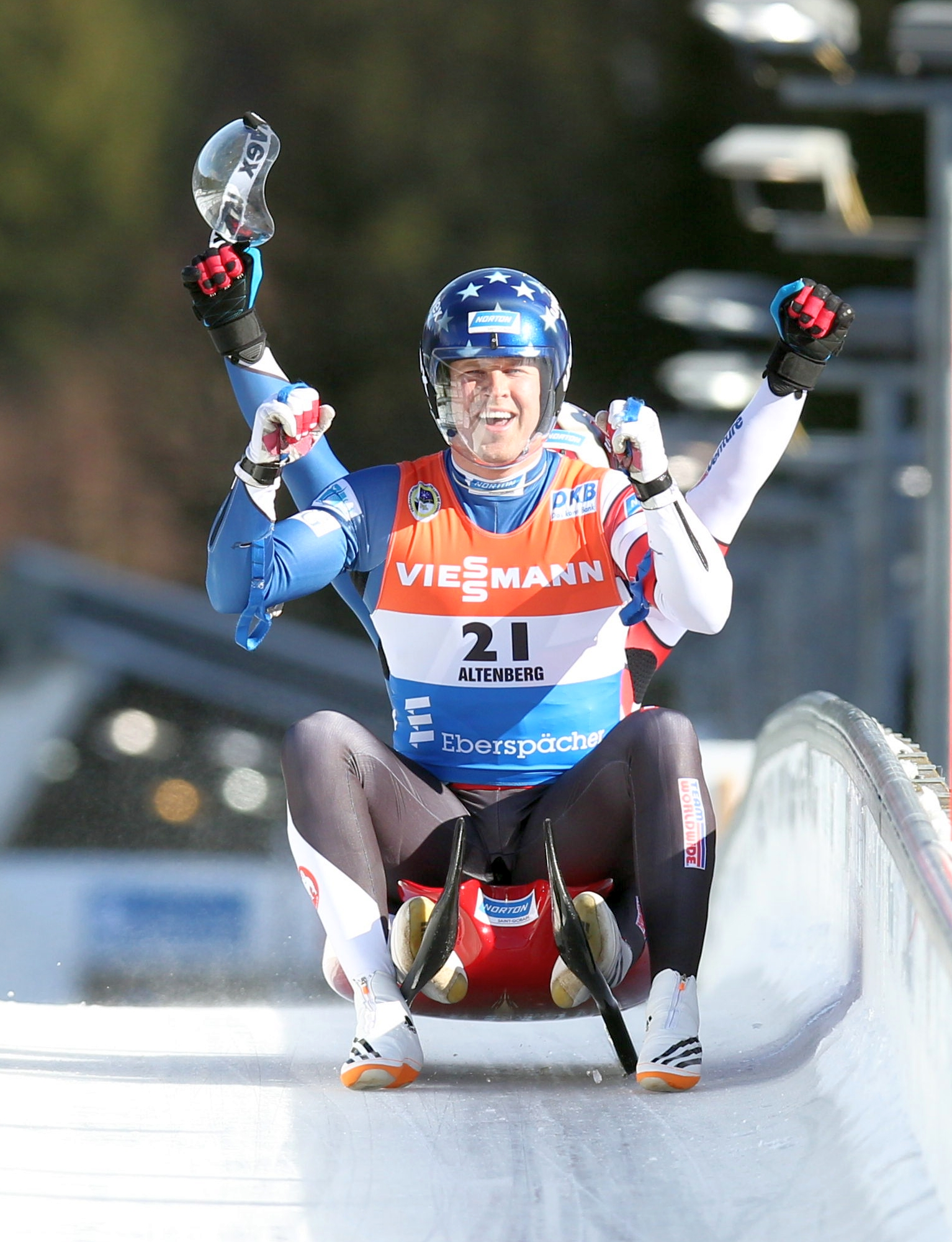
Matthew Mortensen und Jayson Terdiman, Gewinner im Doppelsitzer

| Platz | Sportler                           | Zeit       |
| ----- | ---------------------------------- | ---------- |
| 01    | Matthew Mortensen/Jayson Terdiman  | 44,986 s   |
| 02    | Justin Garret Krewson/Andrew Sherk | 1:+0,279 s |
| 03    | Jacob Hyrns/Anthony Espinoza       | 1:+0,353 s |
| 04    | Tristan Walker/Justin Snith        | 1:+0,643 s |

Datum: 16. Dezember
Bei den Doppelsitzern wurde nur ein Lauf ausgetragen. Den Titel bei den Doppelsitzern sicherten sich die Lokalmatadoren Matthew Mortensen und Jayson Terdiman vor Justin Garret Krewson und Andrew Sherk. Das US-amerikanisch dominierte Podium komplettierten Jacob Hyrns und Anthony Espinoza, die sich den Bronzerang vor den kanadischen Titelverteidigern Tristan Walker und Justin Snith sicherten. Im Race-in-Race-Weltcuprennen fuhren die Amerika-Pazifikmeister auf Rang 5. Krewson/Sherk, die sich wie Hyrns/Espinoza (Platz 11) über den Nationencup qualifiziert hatten, landeten vor diesen auf Platz 10. Walker und Snith kamen als 18. ins Ziel.

## Medaillenspiegel
| Platz | Land               | Gold | Silber | Bronze | Gesamt |
| ----- | ------------------ | ---- | ------ | ------ | ------ |
| 1     | Vereinigte Staaten | 3    | 3      | 2      | 8      |
| 2     | Kanada             | 0    | 0      | 1      | 1      |